# Ecnomus retusus
Ecnomus retusus är en nattsländeart som beskrevs av Cartwright 1994. Ecnomus retusus ingår i släktet Ecnomus och familjen trattnattsländor. Inga underarter finns listade i Catalogue of Life.